# Acacia rhetinocarpa
Acacia rhetinocarpa är en ärtväxtart som beskrevs av John McConnell Black. Acacia rhetinocarpa ingår i släktet akacior, och familjen ärtväxter. Inga underarter finns listade i Catalogue of Life.